# Armadillidium torchiai
Armadillidium torchiai är en kräftdjursart som beskrevs av Stefano Taiti och Franco Ferrara 1996. Armadillidium torchiai ingår i släktet Armadillidium och familjen klotgråsuggor. Inga underarter finns listade i Catalogue of Life.